# Шон Бредлі
Шон Пол Бредлі (англ. Shawn Paul Bradley; нар. 22 березня 1972, Ландштуль, ФРН) — американський та німецький (подвійне громадянство) професійний баскетболіст, що грав на позиції центрового за декілька команд НБА. Зі зростом 229 см вважається одним з найвищих баскетболістів в історії НБА.

## Ігрова кар'єра
Починав грати у баскетбол в команді Старшої школи округу Емері (Касл-Дейл, Юта). Вважається одним з найуспішніших баскетболістів у шкільній системі штату Юта за всю історію. Протягом кар'єри у закладі набирав 20,3 очка, 11,5 підбирання та 5,4 блокшота за гру. Допоміг команді виграти два чемпіонати штату. У випускному класі отримав звання Всеамериканського спортсмена.
На університетському рівні грав за команду БЯУ з міста Прово (1990—1991). Набирав 14,8 очка, 7,7 підбирання та 5,2 блокшота за гру. Останній показник став рекордним для новачків у студентській лізі. Після першого курсу зробив перерву в баскетбольній кар'єрі, поїхавши до Австралії як мормонський місіонер. Після дворічної місії повернувся до США та виставив свою кандидатуру на драфт НБА.
1993 року був обраний у першому раунді драфту НБА під загальним 2-м номером командою «Філадельфія Севенті-Сіксерс». У першому сезоні набирав 10,3 очка, 6,2 підбирання та 3 блокшота за гру. У лютому травмувався та вибув до кінця сезону.
Наступного сезону зіграв у всіх матчах регулярного чемпіонату. Набирав в середньому 9,5 очка за гру при 3,3 блокшотах гру. Загалом за сезон заблокував 274 кидки суперника, встановивши рекорд франшизи за найбільшу кількість блокшотів за один сезон. У переможному матчі проти «Лос-Анджелес Кліпперс» набрав рекордні для себе 28 очок та 22 підбирання при 9 блокшотах.
1995 року перейшов до складу «Нью-Джерсі Нетс» в обмін на Дерріка Коулмена. У березні 1996 року оновив свій особистий рекорд результативності, набравши 32 очки та 15 підбирань у матчі проти «Даллас Маверікс». А через 10 днів у матчі проти «Фінікс Санз» заблокував 10 кидків суперника.
Останньою ж командою в кар'єрі гравця стала «Даллас Маверікс», до складу якої він приєднався 1997 року і за яку відіграв 8 сезонів.

## Виступи за збірну
На міжнародному рівні виступав за збірну Німеччини. Разом з Дірком Новіцкі допомогли Німеччині зайняте четверте місце на Євробаскеті-2001 в Туреччині.

## Статистика виступів в НБА

### Регулярний сезон
| Сезон             | Команда                       | GP  | GS  | MPG  | FG%  | 3P%  | FT%  | RPG | APG | SPG | BPG | PPG  |
| ----------------- | ----------------------------- | --- | --- | ---- | ---- | ---- | ---- | --- | --- | --- | --- | ---- |
| 1993–94           | «Філадельфія Севенті-Сіксерс» | 49  | 45  | 28.3 | .409 | .000 | .607 | 6.2 | 2.0 | 0.9 | 3.0 | 10.3 |
| 1994–95           | «Філадельфія Севенті-Сіксерс» | 82  | 59  | 28.8 | .455 | .000 | .638 | 8.0 | 0.6 | 0.7 | 3.3 | 9.5  |
| 1995–96           | «Філадельфія Севенті-Сіксерс» | 12  | 11  | 27.8 | .443 | .000 | .760 | 8.8 | 0.7 | 0.7 | 3.2 | 8.8  |
| 1995–96           | «Нью-Джерсі Нетс»             | 67  | 57  | 29.8 | .443 | .250 | .679 | 7.9 | 0.8 | 0.6 | 3.7 | 12.5 |
| 1996–97           | «Нью-Джерсі Нетс»             | 40  | 38  | 30.7 | .436 | .000 | .664 | 8.1 | 0.5 | 0.6 | 4.0 | 12.0 |
| 1996–97           | «Даллас Маверікс»             | 33  | 32  | 32.1 | .461 | .000 | .642 | 8.7 | 1.0 | 0.5 | 2.7 | 14.6 |
| 1997–98           | «Даллас Маверікс»             | 64  | 46  | 28.5 | .422 | .333 | .722 | 8.1 | 0.9 | 0.8 | 3.3 | 11.4 |
| 1998–99           | «Даллас Маверікс»             | 49  | 33  | 26.4 | .480 | .000 | .748 | 8.0 | 0.8 | 0.7 | 3.2 | 8.6  |
| 1999–2000         | «Даллас Маверікс»             | 77  | 54  | 24.7 | .479 | .200 | .765 | 6.5 | 0.8 | 0.9 | 2.5 | 8.4  |
| 2000–01           | «Даллас Маверікс»             | 82  | 35  | 24.4 | .490 | .167 | .787 | 7.4 | 0.5 | 0.4 | 2.8 | 7.1  |
| 2001–02           | «Даллас Маверікс»             | 53  | 16  | 14.3 | .479 | .000 | .922 | 3.3 | 0.4 | 0.5 | 1.2 | 4.1  |
| 2002–03           | «Даллас Маверікс»             | 81  | 39  | 21.4 | .536 | .000 | .806 | 5.9 | 0.7 | 0.8 | 2.1 | 6.7  |
| 2003–04           | «Даллас Маверікс»             | 66  | 5   | 11.7 | .473 | .000 | .837 | 2.6 | 0.3 | 0.5 | 1.1 | 3.3  |
| 2004–05           | «Даллас Маверікс»             | 77  | 14  | 11.5 | .452 | .000 | .683 | 2.8 | 0.2 | 0.3 | 0.8 | 2.7  |
| Усього за кар'єру | Усього за кар'єру             | 832 | 484 | 23.5 | .457 | .103 | .716 | 6.3 | 0.7 | 0.6 | 2.5 | 8.1  |

### Плей-оф
| Сезон   | Команда           | GP | GS | MPG  | FG%  | 3P%  | FT%  | RPG | APG | SPG | BPG | PPG |
| ------- | ----------------- | -- | -- | ---- | ---- | ---- | ---- | --- | --- | --- | --- | --- |
| 2000–01 | «Даллас Маверікс» | 10 | 10 | 25.6 | .529 | .000 | .769 | 7.1 | 0.5 | 0.4 | 3.9 | 6.4 |
| 2001–02 | «Даллас Маверікс» | 7  | 0  | 3.6  | .500 | .000 | .000 | 0.7 | 0.0 | 0.0 | 0.1 | 0.9 |
| 2002–03 | «Даллас Маверікс» | 17 | 7  | 14.5 | .400 | .000 | .750 | 3.8 | 0.3 | 0.2 | 0.8 | 2.9 |
| 2003–04 | «Даллас Маверікс» | 2  | 0  | 1.5  | .000 | .000 | .000 | 0.0 | 0.0 | 0.0 | 0.0 | 0.0 |
| 2004–05 | «Даллас Маверікс» | 7  | 0  | 3.9  | .667 | .000 | .500 | 0.9 | 0.0 | 0.0 | 0.3 | 1.3 |
| Career  | Career            | 43 | 17 | 13.0 | .478 | .000 | .741 | 3.4 | 0.2 | 0.2 | 1.1 | 3.0 |